# Аутоекологія
Аутекологія (факторіальна екологія, екологія видів) — розділ екології, що вивчає взаємовідносини окремих видів організмів з довкіллям.
Аутекологія — розділ екології, що вивчає вплив чинників довкілля на окремі організми, популяції і види (рослин, тварин, грибів, бактерій). Завдання аутекології — виявлення фізіологічних, морфологічних і інших пристосувань (адаптацій) видів до різних екологічних умов: режиму зволоження, високим і низьким температурам, засоленню ґрунту (для рослин). Останніми роками в аутекології з'явилося нове завдання — вивчення механізмів реагування організмів на різні варіанти хімічного і фізичного забруднення (включаючи радіоактивне забруднення) середовища.

## Теоретична основа аутекології— її закони
- Перший закон аутекології — закон оптимуму: по будь-якому екологічному чиннику будь-який організм має певні межі поширення (межі толерантності). Як правило, в центрі ряду значень чинника, обмеженого межами толерантності, лежить область найсприятливіших умов життя організму, при яких формується найбільша біомаса і висока щільність популяції. Навпаки, біля кордонів толерантності розташовані зони пригноблення організмів, коли падає щільність їх популяцій і види стають найуразливішими до дії несприятливих екологічних чинників, включаючи і вплив людини.
- Другий закон аутекології — індивідуальність екології видів: кожен вид по кожному екологічному чиннику розподілений по-своєму, криві розподілів різних видів перекриваються, але їх оптимуми різняться. З цієї причини при зміні умов середовища в просторі (наприклад, від сухої вершини горба до вологої балки) або в часі (при пересиханні озера, при посиленні випасу, при заростанні скель) склад екосистем змінюється поступово. Російський еколог Л. Г. Раменський сформулював цей закон образно: «Види — це не рота солдатів, що марширують в ногу».
- Третій закон аутекології — закон лімітуючих (що обмежують) чинників: найважливішим для розподілу виду є той чинник, значення якого знаходяться в мінімумі або максимумі. Наприклад, в степовій зоні лімітуючим чинником розвитку рослин є зволоження (значення знаходиться в мінімумі) або засолення ґрунту (значення знаходиться в максимумі), а в лісовій — її забезпеченість живильними елементами (значення знаходяться в мінімумі).

Закони аутекології широко використовуються в сільськогосподарській практиці, наприклад, при виборі сортів рослин і порід тварин, яких найдоцільніше вирощувати або розводити в конкретному районі.